# E-igikalama
E-igikalama (sum. é.igi.kalam.ma, tłum. „Dom - oko kraju”) – ceremonialna nazwa świątyni boga Ninurty jako Lugal-Marada („Króla miasta Marad”) w mieście Marad.
Wzniesiona przez Lipit-ili dla jego ojca Naram-Sina (ok. 2254-2218 p.n.e.). Prace budowlane prowadzili przy niej później kasyccy władcy Kadaszman-Enlil (I lub II) i Kadaszman-Turgu, a także nowobabilońscy władcy Nabuchodonozor II i Nabonid.